# K239 Chunmoo
K239 Chunmoo (českou transkripcí Čchonmu, jinak též K-MLRS) je jihokorejský salvový raketomet přijatý do služby roku 2014. Vyvinut byl jako náhrada amerických systémů M270 MLRS a korejských systémů K136 Kooryong. Jeho hlavním úkolem v případě války je potlačení severokorejského dělostřelectva, soustředění vojsk a vozidel, opevnění a další pozemní cíle.

## Vývoj

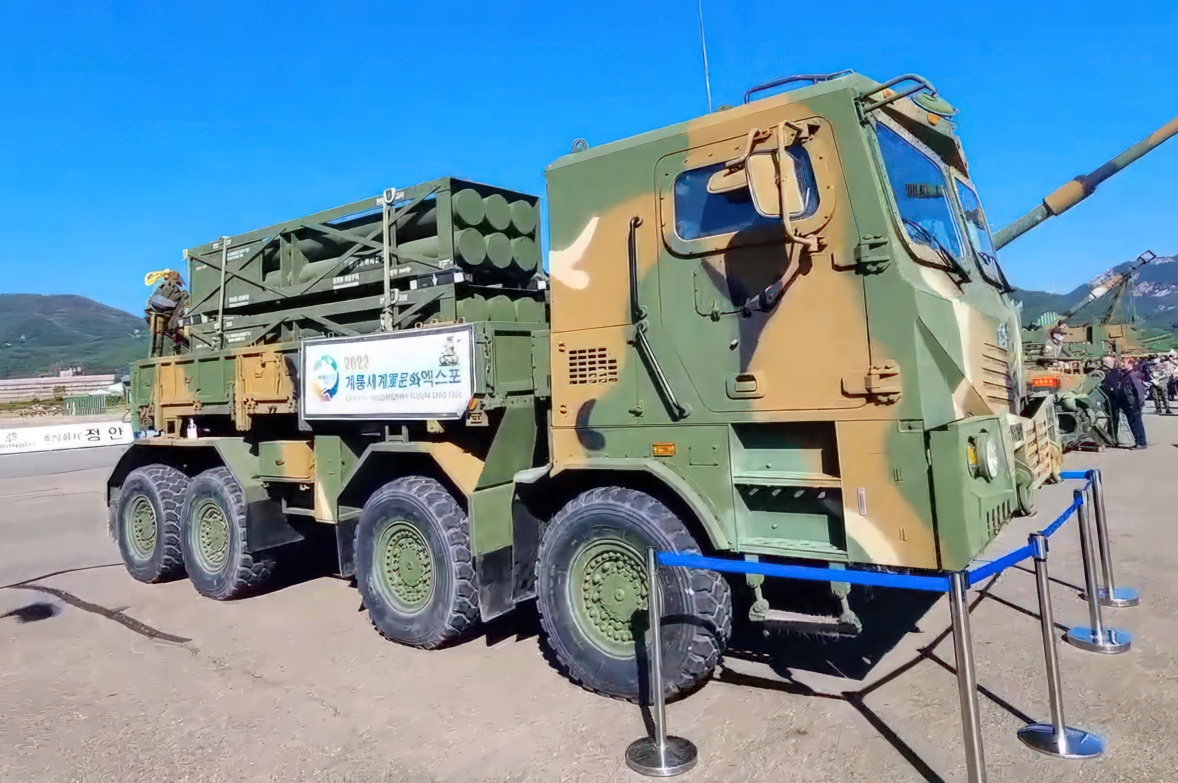
K239T muniční vozidlo

Vývoj systému byl zahájen v roce 2009. Ministerstvo obrany jimi plánovalo nahradit americké salvové raketomety M270 MLRS a později také korejské raketomety K136 Kooryong, zařazené roku 1986. Vypouštěcí zařízení vyvinula společnost Doosan DST a rakety společnost Hanwha Corporation. Vývoj systému byl dokončen roku 2013 a do služby byl přijat roku 2014.

## Konstrukce
Systém K239 Chunmoo má koncepčně blízko k americkému M270 MLRS, je však umístěn na osmikolovém podvozku s pancéřovanou kabinou. Obsluhuje jej tříčlenná posádka. Využívá jihokorejské 131mm, 230mm, 239mm, 400mm a 600mm střely. Může používat rovněž americké 227mm rakety GMLRS (Guided Multiple Launch Rocket System) ze systémů HIMARS. Střely jsou uloženy ve dvou výměnných modulárních kontejnerech, které lze vyměnit během 5–10 minut. Celkově systém pojme 36 raket ráže 130 mm s dostřelem 23–36 kilometrů, dvanáct raket GMLRS s dostřelem 70 kilometrů nebo dvě balistické rakety KTSSM (Korean Tactical Surface-to-Surface Missile) s dostřelem 290 km a 500kg bojovou hlavicí. Rakety KTSSM jsou obdobou amerických ATACMS. Stejný podvozek jako K239 Chunmoo využívá rovněž podpůrné vozidlo K239T Ammunition Support Vehicle (ASV), převážející čtveřici náhradních muničních kontejnerů.

## Uživatelé

Přehled uživatelů

### Současní
- Jižní Korea – 58 systémů.[2]
  - Armáda Korejské republiky
  - Námořní pěchota Korejské republiky

- Spojené arabské emiráty – 12 systémů K239 Chunmoo a 12 podpůrných vozidel K239T.
  - Armáda Spojených arabských emirátů

### Budoucí
- Polsko – V roce 2022 polské ministerstvo obrany projevilo zájem o získání 288 raketometů Chunmoo, které mají v polských ozbrojených silách doplnit americké systémy M142 HIMARS.[2] Využijí podvozky Jelcz 8×8 a polské systémy řízení palby Topaz. Nést mají střely s dosahem 70 km a rakety KTSSM s dosahem 290 km. Technologický transfer pokrývá výrobní, servisní a modernizační kapacity. První raketomety mají být dodány roku 2023.[4]